# Забайкальское войсковое казачье общество
Забайкальское войсковое казачье общество — одно из 12 войсковых казачьих обществ в Российской Федерации.
Забайкальское войсковое казачье общество ставит целью возрождение традиций забайкальских казаков (первые упоминания о которых датируются 1639 годом), а также учрежденного в 1851 году приказом императора Николая I Забайкальского казачьего войска.

## История
В эпоху советской Перестройки началось возрождение забайкальского казачества. В 1990 году в Москве был созван Большой казачий круг, на котором в числе прочих было принято решение о воссоздании Забайкальского казачьего войска.
В 1991 году был образован ансамбль песни и пляски «Забайкальские казаки».
С 1993 года атаманом Забайкальского казачьего войска был Александр Васильевич Богданов.
По приказу атамана ЗКВО С. Г. Боброва в июне 2011 года в Австралии образовано Отдельское казачье общество «Посольский Австралийский Отдел» из числа диаспоры потомков казаков-переселенцев из Забайкалья. Основная деятельность общества — развитие дружбы и сотрудничества между народами; укрепление связей с казачеством за рубежом; культурное, духовное и нравственное воспитания молодёжи, сохранение и развитие казачьих традиций и обычаев за рубежом.
В 2010 году в Чите был избран атаманом Забайкальского казачьего войска Сергей Бобров.
30 марта 2011 года забайкальские казаки отметили 160-летие своего войска.
30 марта 2014 года атаманом Забайкальского казачьего войска был избран заместитель председателя правительства Забайкальского края Геннадий Чупин.

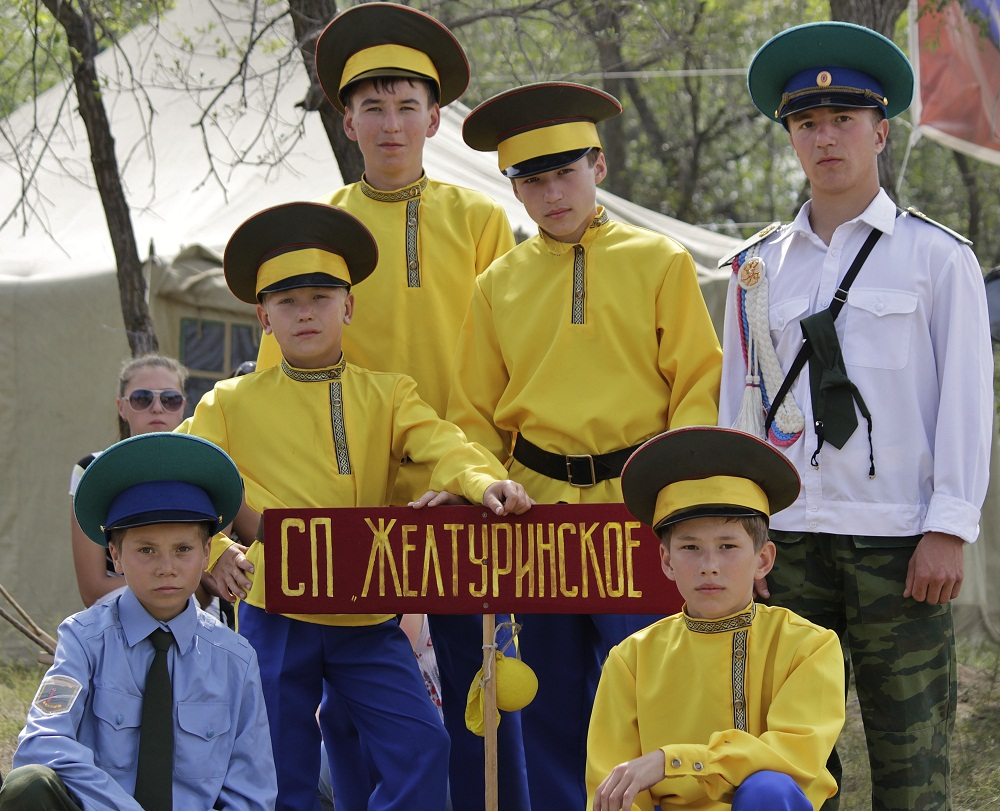
Казачки Желтуринской станицы
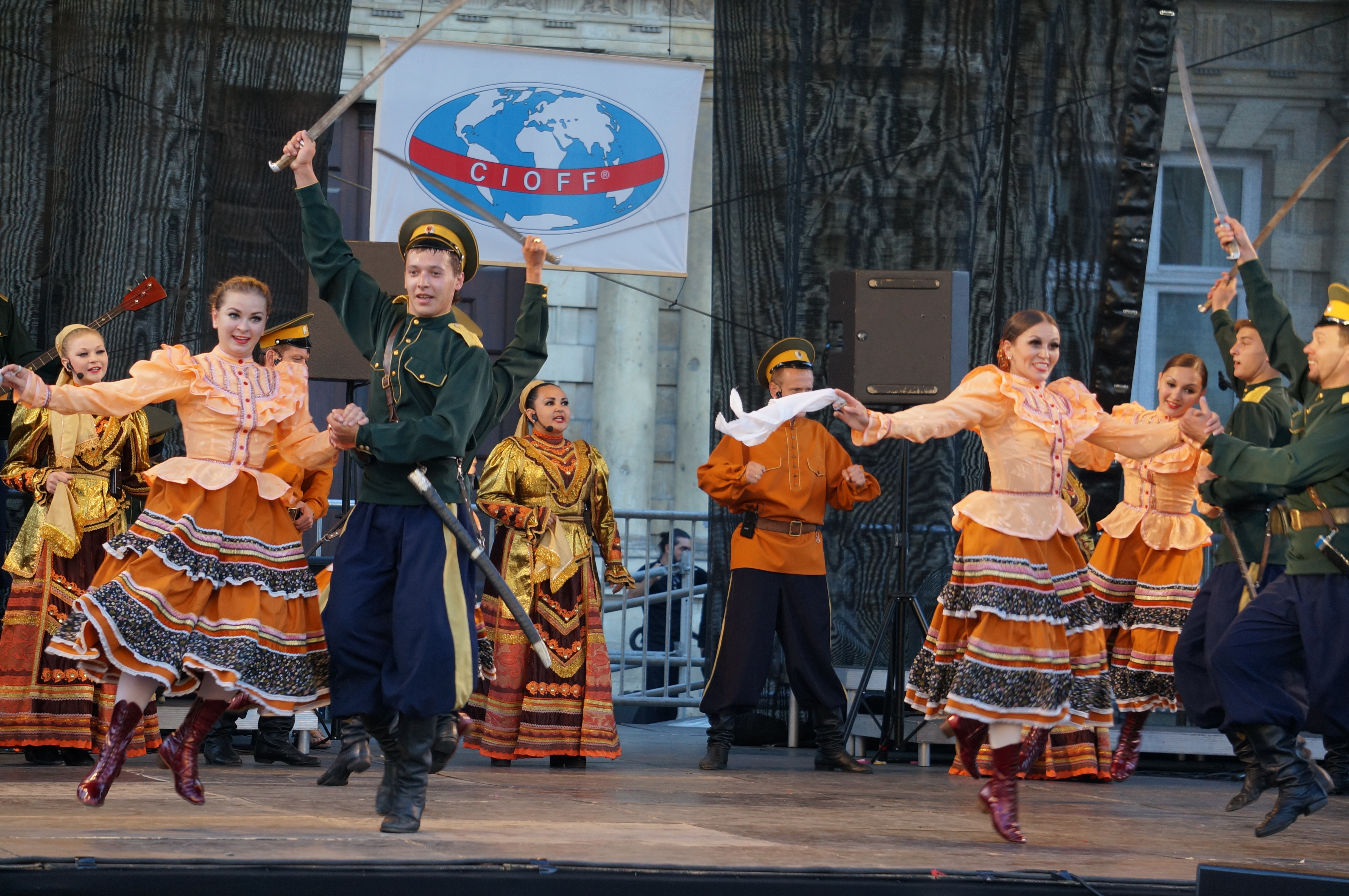
Ансамбль песни и пляски «Забайкальские Казаки»
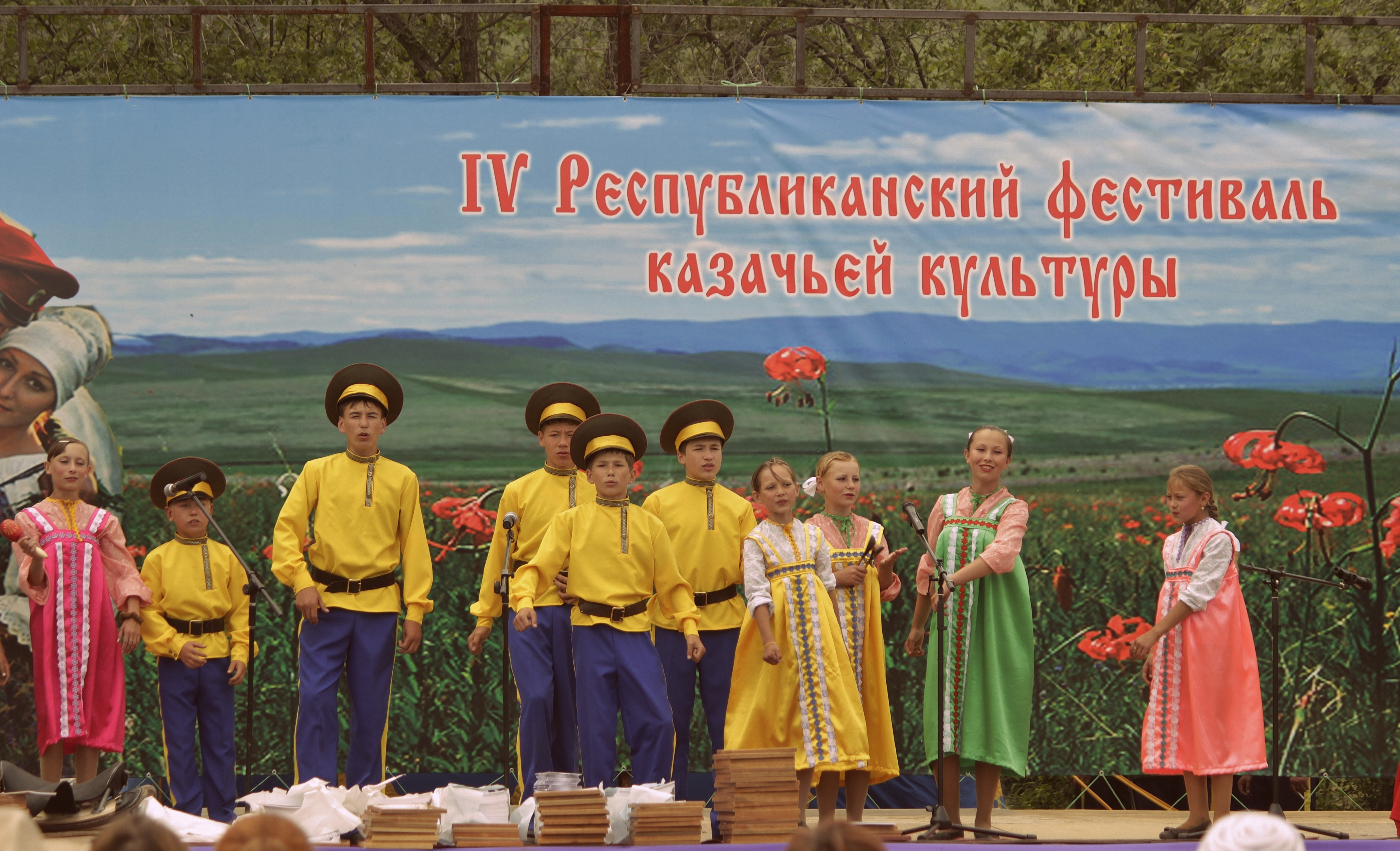
Казачий фестиваль
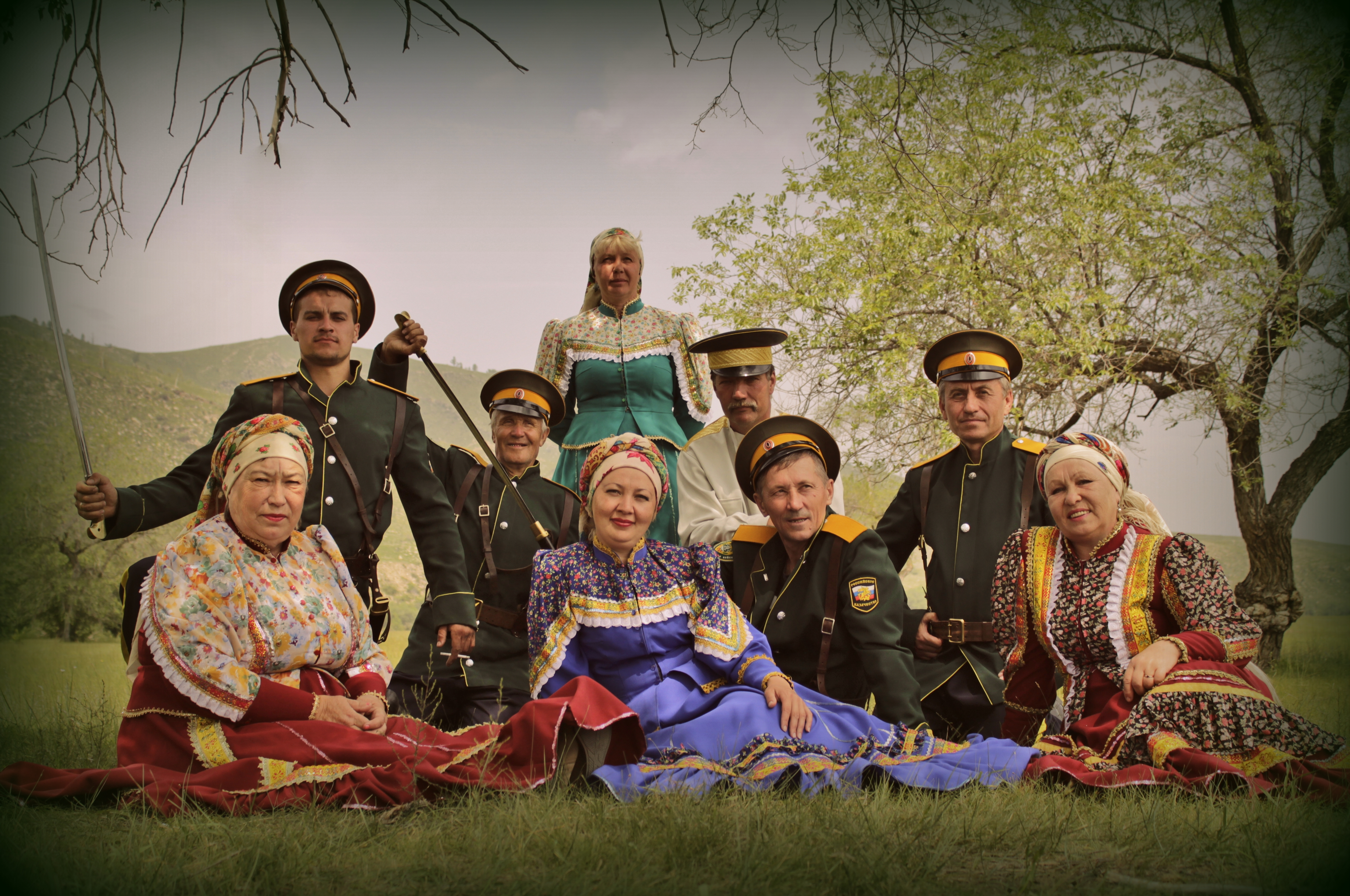
Казаки из Джиды